# Куах (Хермель)
Куах (араб. كواخ) — село в Лівані у районі Хермель провінції Бекаа.
| Ліван | Це незавершена стаття з географії Лівану. Ви можете допомогти проєкту, виправивши або дописавши її. |